# North American Soccer League 1974
Navigation
Édition précédente Édition suivante
La North American Soccer League 1974 est la septième édition de la North American Soccer League. Quinze équipes (quatorze provenant des États-Unis et une du Canada) prennent part à la compétition. Comme dans d'autres compétitions organisées en Amérique (LNH ou NBA), il n'y a ni promotion, ni relégation, un système de franchises est mis en place.
C'est le club de Aztecs de Los Angeles qui remporte cette édition en battant en finale les Toros de Miami.

## Les 15 franchises participantes
| Minutemen de Boston Cosmos de New York Lancers de Rochester Metros de Toronto Comets de Baltimore Toros de Miami Atoms de Philadelphie Diplomats de Washington Tornado de Dallas Stars de Saint-Louis Dynamos de Denver Aztecs de Los Angeles Earthquakes de San José Sounders de Seattle Whitecaps de Vancouver |

| - Division Ouest - Aztecs de Los Angeles (N) - Earthquakes de San José (N) - Sounders de Seattle (N) - Whitecaps de Vancouver (N) | - Division Centrale - Tornado de Dallas - Dynamos de Denver (N) - Stars de Saint-Louis | - Division Est - Comets de Baltimore (N) - Toros de Miami - Atoms de Philadelphie - Diplomats de Washington (N) | - Division Nord - Minutemen de Boston (N) - Cosmos de New York - Lancers de Rochester - Metros de Toronto |

Deux franchises participant à la saison précédente sont dissoutes : les Atlanta Apollos et l'Olympique de Montréal.
Huit franchises intègrent le championnat : les Comets de Baltimore, les Aztecs de Los Angeles, les Dynamos de Denver, les Sounders de Seattle, les Diplomats de Washington, les Minutemen de Boston, les Earthquakes de San José et les Whitecaps de Vancouver.

## Format
- Les clubs sont répartis en 4 poules géographiques.
- Lors de cette saison et jusqu'à la fin de la NASL en 1984, une nouveauté est introduite. Les matchs nuls n'existent plus. Une séance de tirs au but a donc lieu, en cas de match nul à la fin du temps réglementaire. En effet, en cas d'égalité à la fin du temps réglementaire, les deux équipes disputent une séance de tirs au but.

- Le barème de points est le suivant :
  - Victoire dans le temps réglementaire : 6 points
  - Victoire aux tirs au but (appelée tie-win en NASL soit littéralement égalité-victoire) : 3 points
  - Défaite : 0 point
  - Un point de bonus est accordé par but marqué dans la limite de 3 buts par match.

- Il est à noter qu'une séance de tirs au but remportée vaut un but et donc un point supplémentaire[3].
- Les premiers de chaque division ainsi que les deux meilleures équipes restantes se qualifient pour les play-offs. Les deux meilleurs premiers se qualifient directement pour les demi-finales des play-offs tandis que les autres équipes qualifiées commencent en quart de finale.

## Saison régulière

### Classement des divisions

#### Division Nord
| Rang | Équipe               | Pts | J  | G  | N | P  | Bp | Bc | Diff | Bon |
| ---- | -------------------- | --- | -- | -- | - | -- | -- | -- | ---- | --- |
| 1    | Minutemen de Boston  | 94  | 20 | 10 | 1 | 9  | 36 | 23 | +13  | 31  |
| 2    | Metros de Toronto    | 87  | 20 | 9  | 1 | 10 | 30 | 31 | -1   | 30  |
| 3    | Lancers de Rochester | 77  | 20 | 8  | 2 | 10 | 23 | 30 | -7   | 23  |
| 4    | Cosmos de New York   | 58  | 20 | 4  | 2 | 14 | 28 | 40 | -12  | 28  |

- Champion de division et qualification pour les quarts de finale

#### Division Est
| Rang | Équipe                  | Pts | J  | G  | N | P  | Bp | Bc | Diff | Bon |
| ---- | ----------------------- | --- | -- | -- | - | -- | -- | -- | ---- | --- |
| 1    | Toros de Miami          | 107 | 20 | 9  | 6 | 5  | 38 | 24 | +14  | 35  |
| 2    | Comets de Baltimore     | 105 | 20 | 10 | 2 | 8  | 42 | 46 | -4   | 39  |
| 3    | Atoms de Philadelphie T | 74  | 20 | 8  | 1 | 11 | 25 | 25 | 0    | 23  |
| 4    | Diplomats de Washington | 70  | 20 | 7  | 1 | 12 | 29 | 36 | -7   | 25  |

- Champion de division et qualification pour les demi-finales
- Qualification pour les quarts de finale

T : Tenant du titre

#### Division Centrale
| Rang | Équipe               | Pts | J  | G | N | P  | Bp | Bc | Diff | Bon |
| ---- | -------------------- | --- | -- | - | - | -- | -- | -- | ---- | --- |
| 1    | Tornado de Dallas    | 100 | 20 | 9 | 3 | 8  | 39 | 27 | +12  | 37  |
| 2    | Stars de Saint-Louis | 54  | 20 | 4 | 1 | 15 | 27 | 42 | -15  | 27  |
| 3    | Dynamos de Denver    | 49  | 20 | 5 | 0 | 15 | 21 | 42 | -21  | 19  |

- Champion de division et qualification pour les quarts de finale

#### Division Ouest
| Rang | Équipe                  | Pts | J  | G  | N | P  | Bp | Bc | Diff | Bon |
| ---- | ----------------------- | --- | -- | -- | - | -- | -- | -- | ---- | --- |
| 1    | Aztecs de Los Angeles   | 110 | 20 | 11 | 2 | 7  | 41 | 36 | +5   | 38  |
| 2    | Earthquakes de San José | 103 | 20 | 9  | 3 | 8  | 43 | 38 | +5   | 40  |
| 3    | Sounders de Seattle     | 101 | 20 | 10 | 3 | 7  | 37 | 17 | +20  | 32  |
| 4    | Whitecaps de Vancouver  | 70  | 20 | 5  | 4 | 11 | 29 | 30 | -1   | 28  |

- Champion de division et qualification pour les demi-finales
- Qualification pour les quarts de finale

### Résultats
Source : wildstat.com

#### Matchs intra-division
| Résultats (▼dom., ►ext.)                                   | BOS  | NY   | ROC | TOR  |
| Minutemen de Boston                                        |      | 3-0  | 7-1 | 3-0  |
| Cosmos de New York                                         | 2-1  |      | 1-2 | 3-2A |
| Lancers de Rochester                                       | 1-0A | 1-0  |     | 0-1  |
| Metros de Toronto                                          | 3-0  | 2-1A | 0-1 |      |
| - Victoire à domicile - Match nul - Victoire à l'extérieur |      |      |     |      |

| Résultats (▼dom., ►ext.)                                   | BAL  | MIA  | PHI | WAS |
| Comets de Baltimore                                        |      | 2-1  | 2-3 | 2-0 |
| Toros de Miami                                             | 3-2  |      | 2-0 | 4-1 |
| Atoms de Philadelphie                                      | 1-2A | 1-2  |     | 0-1 |
| Diplomats de Washington                                    | 6-0  | 1-2A | 1-5 |     |
| - Victoire à domicile - Match nul - Victoire à l'extérieur |      |      |     |     |

| Résultats (▼dom., ►ext.)                                   | DAL  | DEN | SL  | DAL | DEN | SL  |
| Tornado de Dallas                                          |      | 4-0 | 2-1 |     |     | 4-1 |
| Dynamos de Denver                                          | 2-3  |     | 1-3 | 0-3 |     |     |
| Stars de Saint-Louis                                       | 2-3A | 2-3 |     | 0-2 | 2-3 |     |
| - Victoire à domicile - Match nul - Victoire à l'extérieur |      |     |     |     |     |     |

| Résultats (▼dom., ►ext.)                                   | LA   | SAN | SEA  | VAN | LA  | SAN | SEA | VAN |
| Aztecs de Los Angeles                                      |      | 1-2 | 2-1  | 3-0 |     |     |     |     |
| Earthquakes de San José                                    | 5-0  |     | 2-3A | 3-1 |     |     |     |     |
| Sounders de Seattle                                        | 3-1  |     |      | 2-0 | 5-1 |     |     | 2-1 |
| Whitecaps de Vancouver                                     | 1-2A |     |      |     | 3-1 |     |     |     |
| - Victoire à domicile - Match nul - Victoire à l'extérieur |      |     |      |     |     |     |     |     |

#### Matchs inter-division
| Résultats (▼dom., ►ext.)                                   | BOS  | NY   | ROC  | TOR | BAL | MIA  | PHI  | WAS | DAL  | DEN | SL   | LA   | SAN  | SEA  | VAN  |
| Minutemen de Boston                                        |      |      |      |     | 4-1 | 3-0  | 1-0  | 1-0 |      | 2-1 |      | 1-2A | 1-2  |      |      |
| Cosmos de New York                                         |      |      |      |     | 2-3 | 1-2A | 1-0A | 3-1 |      |     | 2-1  |      |      | 2-1  | 0-2  |
| Lancers de Rochester                                       |      |      |      |     | 2-3 | 2-0  | 1-0  | 2-0 |      | 2-0 |      | 0-3  | 1-2  |      |      |
| Metros de Toronto                                          |      |      |      |     | 2-1 | 0-3  | 2-1  | 3-1 |      |     | 1-2  |      |      | 1-2  | 2-1  |
| Comets de Baltimore                                        | 3-2  | 3-2A | 2-1  | 3-2 |     |      |      |     |      |     | 1-2  | 2-1  | 6-2  |      |      |
| Toros de Miami                                             | 2-1  | 5-3  | 1-0A | 1-2 |     |      |      |     | 1-0A |     |      |      |      | 2-1  | 3-2A |
| Atoms de Philadelphie                                      | 3-2A | 1-0  | 2-0  | 2-1 |     |      |      |     |      | 1-0 |      | 2-1  | 2-1  |      |      |
| Diplomats de Washington                                    | 1-2  | 2-1  | 2-3  | 0-1 |     |      |      |     | 4-1  |     |      |      |      | 1-0A | 2-1  |
| Tornado de Dallas                                          | 0-1A |      |      |     | 1-2 |      | 2-1  |     |      |     |      | 3-0  | 1-0A | 0-1A | 2-1A |
| Dynamos de Denver                                          |      | 2-0  |      | 2-3 |     |      |      | 0-1 |      |     |      | 0-1  | 5-3  | 1-0  | 0-1A |
| Stars de Saint-Louis                                       |      |      | 1-0  |     |     | 0-2  |      |     |      |     |      | 2-4  | 0-2  | 0-1A | 2-1A |
| Aztecs de Los Angeles                                      |      | 3-2  |      | 2-1 |     | 2-1  |      | 3-1 | 3-2A | 4-0 | 4-3  |      |      |      |      |
| Earthquakes de San José                                    |      | 3-2A |      | 2-1 |     | 0-1A |      | 2-3 | 4-3  | 2-1 | 3-2A |      |      |      |      |
| Sounders de Seattle                                        | 0-1  |      | 3-0  |     | 5-1 |      | 2-0  |     | 0-1  | 4-0 | 1-0  |      |      |      |      |
| Whitecaps de Vancouver                                     | 1-0  |      | 2-3A |     | 4-1 |      | 1-0A |     | 3-2A | 1-0 | 2-1A |      |      |      |      |
| - Victoire à domicile - Match nul - Victoire à l'extérieur |      |      |      |     |     |      |      |     |      |     |      |      |      |      |      |

A Quand un score est suivi d'une lettre, cela signifie que le match en question s'est terminé par une séance de tirs au but. Si le score inscrit est 3-2, cela signifie que l'équipe gagnante a remporté la séance de tirs au but après un match nul 2-2 dans le temps règlementaire.

## Séries éliminatoires

### Règlement
Les équipes championnes de division sont classées de 1 à 4. Les deux meilleures équipes qualifiées restantes sont classées 5 et 6.
Les deux meilleurs champions de division se qualifient directement en demi-finales.
Chaque tour se déroule sur un seul match sur le terrain du mieux classé en saison régulière. En cas d'égalité à l'issue d'un match, il y a une prolongation de deux fois 15 minutes avec but en or. Si aucun but n'est inscrit, il y a alors une séance de tirs au but.
Pourtant, la finale a lieu à Miami à la suite d'une décision de la ligue influencée par la chaîne de télévision CBS.

### Tableau
|  | Quarts de finale                            | Quarts de finale                    |                                           |                                           | Demi-finales                      | Demi-finales                      |  |  | Finale NASL                      | Finale NASL                      |
|  | Quarts de finale                            | Quarts de finale                    |                                           |                                           | Demi-finales                      | Demi-finales                      |  |  | Finale NASL                      | Finale NASL                      |
|  |                                             |                                     |                                           |                                           |                                   |                                   |  |  |                                  |                                  |
|  | 14 août 1974, Texas Stadium, Irving         | 14 août 1974, Texas Stadium, Irving |                                           |                                           | 17 août 1974, Tamiami Park, Miami | 17 août 1974, Tamiami Park, Miami |  |  | 25 août 1974, Orange Bowl, Miami | 25 août 1974, Orange Bowl, Miami |
|  | 14 août 1974, Texas Stadium, Irving         | 14 août 1974, Texas Stadium, Irving |                                           |                                           | 17 août 1974, Tamiami Park, Miami | 17 août 1974, Tamiami Park, Miami |  |  | 25 août 1974, Orange Bowl, Miami | 25 août 1974, Orange Bowl, Miami |
|  | 14 août 1974, Texas Stadium, Irving         | 14 août 1974, Texas Stadium, Irving | (2) Toros de Miami                        | 3                                         |                                   |                                   |  |  | 25 août 1974, Orange Bowl, Miami | 25 août 1974, Orange Bowl, Miami |
|  | (3) Tornado de Dallas                       | 3                                   | (2) Toros de Miami                        | 3                                         |                                   |                                   |  |  | 25 août 1974, Orange Bowl, Miami | 25 août 1974, Orange Bowl, Miami |
|  | (3) Tornado de Dallas                       | 3                                   | (3) Tornado de Dallas                     | 1                                         |                                   |                                   |  |  | 25 août 1974, Orange Bowl, Miami | 25 août 1974, Orange Bowl, Miami |
|  | (6) San José Earthquakes                    | 0                                   | (3) Tornado de Dallas                     | 1                                         |                                   |                                   |  |  | 25 août 1974, Orange Bowl, Miami | 25 août 1974, Orange Bowl, Miami |
|  | (6) San José Earthquakes                    | 0                                   | 17 août 1974, ELAC Stadium, Monterey Park | 17 août 1974, ELAC Stadium, Monterey Park | (2) Toros de Miami                | 3 (3)                             |  |  |                                  |                                  |
|  | 15 août 1974, Alumni Stadium, Chestnut Hill |                                     | 17 août 1974, ELAC Stadium, Monterey Park | 17 août 1974, ELAC Stadium, Monterey Park | (2) Toros de Miami                | 3 (3)                             |  |  |                                  |                                  |
|  |                                             | (1) Aztecs de Los Angeles           | 17 août 1974, ELAC Stadium, Monterey Park | 17 août 1974, ELAC Stadium, Monterey Park | 3 (5) tab                         |                                   |  |  |                                  |                                  |
|  | (4) Minutemen de Boston                     | (1) Aztecs de Los Angeles           | 17 août 1974, ELAC Stadium, Monterey Park | 17 août 1974, ELAC Stadium, Monterey Park | 3 (5) tab                         | 1                                 |  |  |                                  |                                  |
|  | (4) Minutemen de Boston                     | (4) Minutemen de Boston             | 0                                         |                                           |                                   | 1                                 |  |  |                                  |                                  |
|  | (5) Comets de Baltimore                     | (4) Minutemen de Boston             | 0                                         | 0                                         |                                   |                                   |  |  |                                  |                                  |
|  | (5) Comets de Baltimore                     | (1) Aztecs de Los Angeles           | 2                                         | 0                                         |                                   |                                   |  |  |                                  |                                  |
|  |                                             | (1) Aztecs de Los Angeles           | 2                                         |                                           |                                   |                                   |  |  |                                  |                                  |

## Récompenses individuelles
| Trophée                            | Joueur            | Club                    |
| ---------------------------------- | ----------------- | ----------------------- |
| Meilleur joueur (saison régulière) | Peter Silvester   | Comets de Baltimore     |
| Meilleur buteur                    | Paul Child        | Earthquakes de San José |
| Meilleur rookie                    | Douglas MacMillan | Aztecs de Los Angeles   |
| Meilleur entraîneur                | John Young        | Toros de Miami          |